# Rio Água João
O Rio Água João é um curso de água do arquipélago de São Tomé e Príncipe, localizado no distrito de Cantagalo, ilha de São Tomé, corre para Este até encontrar o mar entre a foz do Rio Água Morrão e o Ilhéu Santana.